# Peter Schuster (Politiker)
Peter Schuster (* 31. Juli 1934 in Berlin; † 7. September 2018) war ein deutscher Politiker (SPD).
Schuster machte 1956 das Abitur und studierte Geschichte und Politologie in Berlin und Paris. 1969 schloss er das Studium als Diplom-Politologe an der Freien Universität Berlin ab. Ab 1980 war Schuster Wissenschaftlicher Mitarbeiter bei der Technischen Universität Berlin.
Seit 1975 war Schuster Mitglied der SPD. Bei der Berliner Wahl 1990 wurde er in das Abgeordnetenhaus von Berlin gewählt, dem er bis 2001 angehörte. 1999 war er Alterspräsident des Abgeordnetenhauses.